# Anemone Latzina
Anemone Latzina (n. 17 februarie 1942, Brașov – d. 18 noiembrie 1993, București) a fost o poetă de limba germană și traducătoare din România.
A urmat liceul la Brașov după care a studiat germanistica la Universitatea din București până în 1968.
După absolvire a fost redactor la săptămânalul românesc de politică externă Lumea, iar din 1969 redactor la publicația de limba germană Neue Literatur.
A debutat literar în 1969 în cotidianul de limbă germană "Neuer Weg" iar în volum în 1971 cu cartea Was man heute so dichten kann. Gedichte („Ce se tot poate scrie astăzi. Poezii)”, la Editura Dacia din Cluj.
Anemone Latzina a scris și o poezie de un tip aparte: Gedicht gemacht aus Zeilen des Frieder Schuller 1978 (Poezie făcută din versuri de Frieder Schuller), în care a ales versuri independente din diverse poezii ale autorului și le-a regrupat spre a forma o nouă poezie.
Poeta Anemone Latzina, care a fost soția lui János Szász, a murit într-un accident absurd, fiind călcată de un tramvai în 18 noiembrie 1993.

## Lucrări publicate
- Was man heute so dichten kann. Gedichte (Ce se tot poate scrie astăzi), Editura Dacia, Cluj, 1971
- Tagebuch Tage. Gedichte 1963-1989 („Zile de jurnal”), Editura Galrev, Berlin, 1992 (editor Gerhardt Csejka cu desene de Christine Schlegel)

Versuri puse pe muzică
- Kleiner Liederkreis („Mică suită de lieduri”) de Norbert Petri, pe versuri de Anemone Latzina; versiune românească de Nina Cassian, Editura Muzicală, 1975

Prezentă cu poezii în antologii:
- Vînt potrivit pînă la tare. Zece tineri poeți germani din România, antologie și postfață de Peter Motzan, în românește de Ioan Muslea, cuvânt înainte de Mircea Iorgulescu, Editura Kriterion, București, 1982. Poeții antologati sunt: Anemone Latzina, Franz Hodjak, Rolf-Frieder Marmont, Johann Lippet, William Totok, Richard Wagner, Rolf Bossert, Hellmut Seiler și Horst Samson, Helmut Britz.

## Traduceri (selecție)
Din autori români
- Die Wolkentrompete. Rumänische Dichtung der Avantgarde. Übertragen von Anemone Latzina si Heinz Kahlau (Trompeta norilor. Poezie românească de avangardă. Traducere de Anemone Latzina și Heinz Kahlau), București 1975.
- Gefährliche Serpentinen. Antologie cu 305 poezii ale 114 poeți români.
- Zähne von Worten zermalmt (Poezii de Gellu Naum), Editura Kriterion, București, 1983
- Das Labyrinth (Romanul "Labirintul" de Francisc Păcurariu), Editura Kriterion, București, 1983
- Bei uns, wenn der Winter kommt (carte pentru copii de Mircea Diaconu cu ilustrații de R.C. Manea), Editura Ion Creangă, București, 1984

Din autori de limbă maghiară:
- Der dritte ein Mittwoch (Traducere din limba maghiară "A harmadik egy szerda" de Bodor Ádám), în Neue Literatur Nr. 3. București, 1970.
- Anfangs noch (Traducere din limba maghiară "Kezdetben még... " de Kányádi Sándor) în "Neue Literatur" Nr. 3. București, 1970.
- Erste Auferstehung  (Traducere din limba maghiară "Első feltámadás" de Páskándi Géza) în "Neue Literatur" Nr. 3. București, 1970.

În seria "Neue siebenbürgisch-ungarische Lyrik" (Noua lirică maghiară din Transilvania):
- An meine alten Freunde" (Traducere din limba maghiară "Öreg barátomhoz" de Csiki Gergely), Editura Müller, Salzburg, 1974.
- Vor der Explosion (Traducere din limba maghiară "Robbanás előtt" de Hervay Gizella) Editura Müller, Salzburg, 1974.
- Zeremonie (Traducere din limba maghiară "Szertartás" de Hervay Gizella) Editura Müller, Salzburg, 1974.
- In der Strassenbahn (Traducere din limba maghiară "Villamosban" de Hervay Gizella) Editura Müller, Salzburg, 1974.
- Die siebziger Jahre (Traducere din limba maghiară "A hetvenedik év" de Lászlóffy Aladár) Editura Müller, Salzburg, 1974.
- Krimi (Traducere din limba maghiară " Krimi " de Lászlóffy Aladár) Editura Müller, Salzburg, 1974.
- Logik (Traducere din limba maghiară "Logika" de Lászlóffy Aladár) Editura Müller, Salzburg, 1974.
- Rokoko-Grossmutter (Traducere din limba maghiară "Rokoko-nagymama" de Lászlóffy Aladár) Editura Müller, Salzburg, 1974.
- Feuer, Fahrrad, Katze (Traducere din limba maghiară "Tűz, kerékpár, macska" de Lászlóffy Aladár) Editura Müller, Salzburg, 1974.
- Notturno (Traducere din limba maghiară " Notturno " de Magyari Lajos) Editura Müller, Salzburg, 1974.
- Gedanken (Traducere din limba maghiară "Gondolatok" de Páskándi Géza) Editura Müller, Salzburg, 1974.

## Monografii
- Delia Anca Cotârlea: Actul poetic sub dictatură. Poezia lui Anemone Latzina. Încercare monografică (Teză de doctorat, Universitatea “Lucian Blaga” din Sibiu, 18.05.2007)[5]
- Delia Cotârlea: Schreiben unter der Diktatur: Die Lyrik von Anemone Latzina. Ein monographischer Versuch, Editura Peter Lang, Frankfurt, 2008, ISBN 978-3-631-57022-7 [6]